# Jochen Haußmann

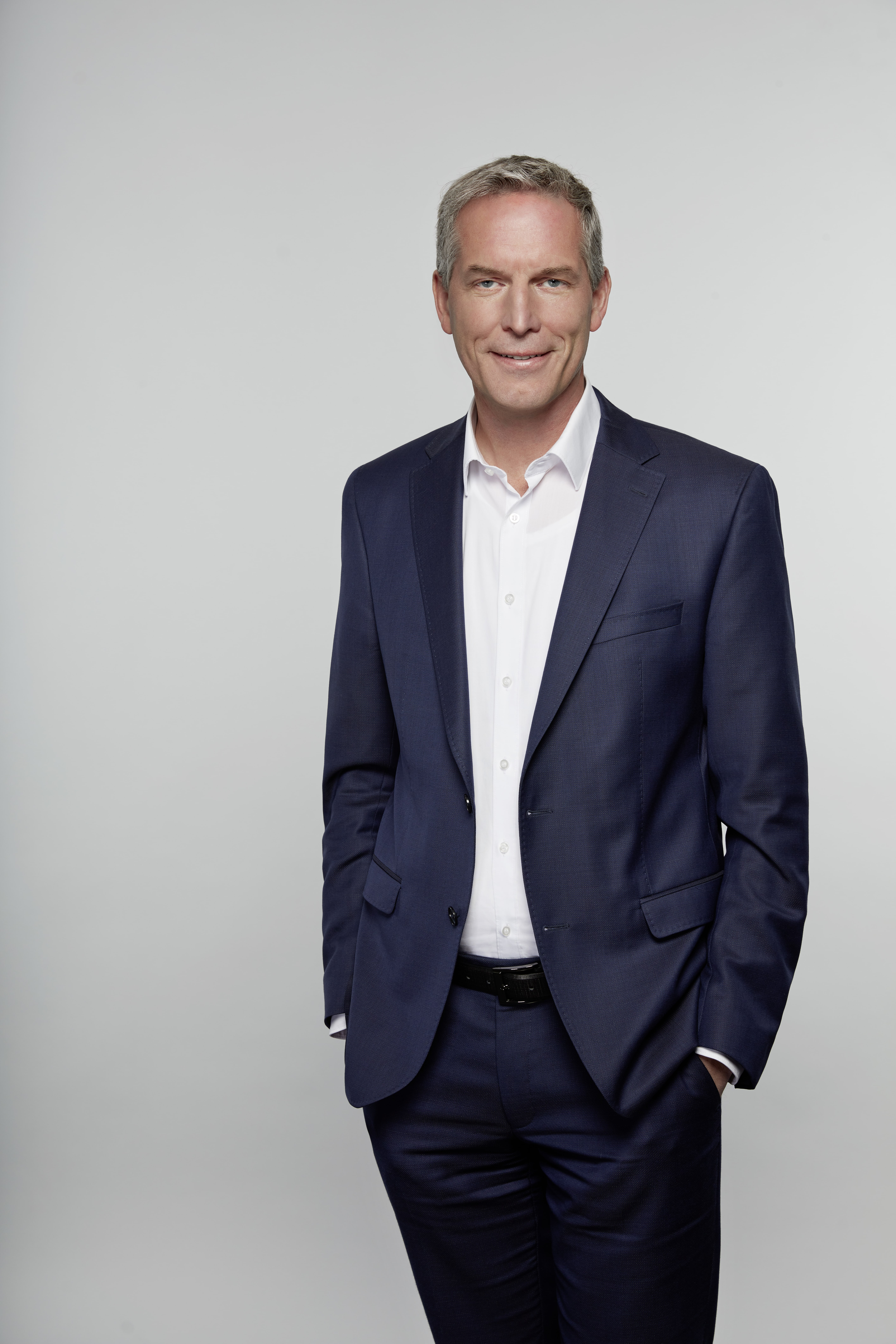
Jochen Haußmann (2020)

Jochen Haußmann (* 14. Juli 1966 in Esslingen am Neckar) ist ein deutscher Politiker der FDP/DVP. Seit April 2011 ist er Abgeordneter im Landtag Baden-Württemberg.

## Ausbildung und Beruf
Nach dem Abitur 1985 am Staufer-Gymnasium Waiblingen und dem Wehrdienst absolvierte Haußmann von 1986 bis 1989 ein Studium der Betriebswirtschaft an der Berufsakademie Stuttgart. Ausbildendes Unternehmen waren die Technischen Werke der Stadt Stuttgart AG (TWS). Von 1990 bis 1998 arbeitete Haußmann als Verwaltungsleiter der Werksniederlassungen Stuttgart, Freiburg und Reutlingen der Fa. Still GmbH (Hamburg). Von 1999 bis 2002 war er Prokurist und Leiter Personal, Marketing, Controlling und Organisation der Fa. Payr GmbH Industriebau in Remshalden. Von 2000 bis 2001 schloss er ein Aufbaustudium für Projektmanagement an der Bauhaus-Universität Weimar an. Seit 2003 ist er Prokurist und kaufmännischer Leiter der Unternehmensgruppe Schatz in Schorndorf. Nach seiner Wahl in den Landtag Baden-Württemberg reduzierte er 2011 zunächst seine Arbeitszeit, seit Juli 2012 ist er entsprechend beurlaubt.

## Politische Tätigkeit
Bei den Landtagswahlen 2011 erhielt Jochen Haußmann ein Zweitmandat im 15. Landtag von Baden-Württemberg. In seinem Landtagswahlkreis Schorndorf erzielte er mit 8,4 Prozent den landesweit höchsten Stimmenanteil für die FDP. Von 2012 bis 2014 war er außerdem Mitglied der Regionalversammlung des Verbands Region Stuttgart. Sein Landtagsmandat konnte er bei der Landtagswahl 2016 mit einem Stimmenanteil von 12,6 Prozent verteidigen. Er ist stellvertretender Vorsitzender der FDP/DVP-Landtagsfraktion. Von 2011 bis 2021 war er Sprecher für Verkehr, Gesundheits-, Sozial- und Frauenpolitik. Bei der Landtagswahl 2021 konnte er erneut über ein Zweitmandat in den Landtag einziehen. Dabei erreichte er mit 16,3 % das landesweit zweitbeste FDP-Ergebnis. 2023 initiierte er gemeinsam mit seinen Landtagskollegen Markus Rösler (Grüne), Willi Stächele (CDU) und Andreas Kenner (SPD) den Dachverband der Dialekte Baden-Württemberg. Seit der 17. Legislaturperiode ist er gesundheitspolitischer Sprecher der FDP/DVP-Landtagsfraktion. Jochen Haußmann gehört dem Kreistag des Rems-Murr-Kreises an und ist dort seit 2004 stellvertretender Fraktionsvorsitzender der FDP/FW-Fraktion.

## Sonstiges
Von 2016 bis 2023 war Haußmann Vorsitzender der Reinhold-Maier-Stiftung. Seit 2013 ist er Präsident des Deutschen Harmonika Verbands e.V. Er übt eine freiberufliche Tätigkeit als beratender Betriebswirt aus. Er ist bekennender Anhänger des VfB Stuttgart.

## Familie und Privates
Jochen Haußmann lebt in Kernen im Remstal. Er ist verheiratet, hat drei Kinder und gehört der evangelischen Konfession an.